# California Zephyr
O California Zephyr é um trem de longa distância da Amtrak nos Estados Unidos. O trem opera pelas cidades de Chicago (Illinois) e Emeryville (Califórnia), via Iowa, Nebraska, Colorado, Utah, Nevada. Em 2.438 milhas (3.924 quilômetros) é a segunda rota a mais longa de Amtrak.
Amtrak reivindica a rota como um de seu mais scenic, com vistas do vale superior do Rio Colorado nas montanhas rochosas, e Serra Nevada.